# فاندرلي لوكسمبورغو
واندرلي لكسومبورغو داسيلفا (بالبرتغالية: Vanderlei Luxemburgo) (5 أكتوبر 1952 م) لاعب كرة قدم برازيلي سابق ومدرب كرة قدم حالي. بدأ واندرلي لكسومبورغو مسيرته مع كرة القدم في نادي فلامنغو في عام 1971، وفي عام 1978 انتقل إلى نادي انترناسيونال، ثم انضم في موسم 1979/1980 إلى نادي بوتافوغو، وبعدها اعتزل كرة القدم. درب لكسومبورغو خلال مسيرته التدريبية 23 ناديا ومنتخبا، وأبرز الأندية التي دربها نادي فلامنغو ونادي سانتوس ونادي كورنثيانز ونادي ريال مدريد، كما درب منتخب البرازيل لكرة القدم من بعد كأس العالم 1998 وحتى أولمبياد 2000.

## روابط خارجية
- فاندرلي لوكسمبورغو على موقع قاعدة بيانات كرة القدم.إي يو (الإنجليزية)
- فاندرلي لوكسمبورغو على موقع Soccerbase.com (مدرب) (الإنجليزية)
- فاندرلي لوكسمبورغو على موقع Soccerway.com (الإنجليزية)
- فاندرلي لوكسمبورغو على موقع عالم كرة القدم.نت (الإنجليزية)
- فاندرلي لوكسمبورغو على موقع كووورة
- فاندرلي لوكسمبورغو على موقع أوليمبيديا (الإنجليزية)